# M6 (銃剣)

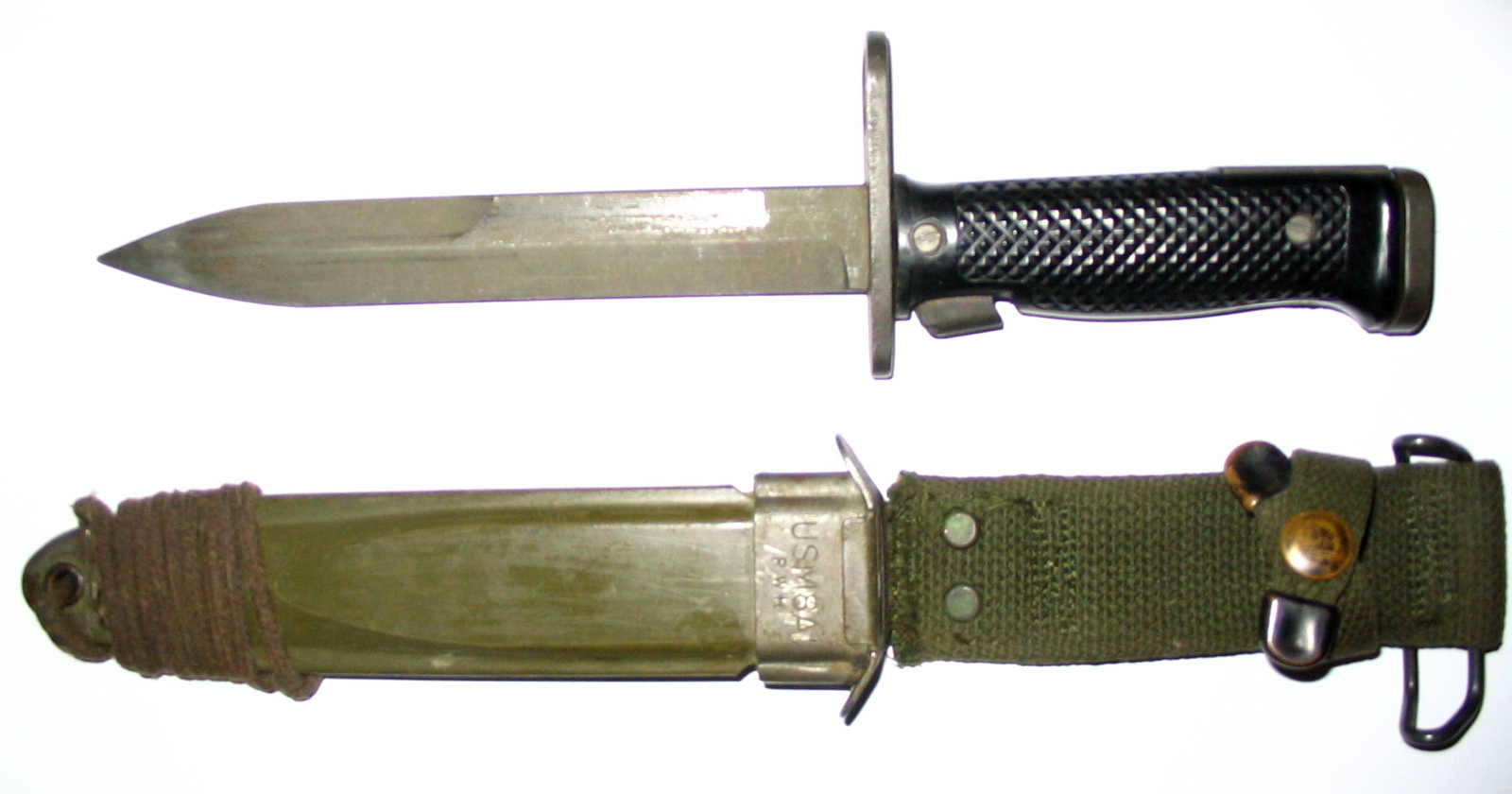
M6銃剣とM8A1鞘

M6銃剣（M6 Bayonet）は、アメリカ陸軍がM14自動小銃用に開発した銃剣である。1957年、同小銃と共に採用された。M14向けに設計された唯一の銃剣でもあり、M14およびM1A（M14の民間用モデル）のみ着剣できる。

## 概要
前身に当たるM1ガーランド用のM5銃剣と同様、M6銃剣は、コンバットナイフやユーティリティナイフのような役割を兼ねる事が期待されていた。刃の基本設計は従来のM4銃剣およびM5銃剣、また、後に開発されるM7銃剣と同様、第二次世界大戦中に設計されたM3戦闘ナイフに基づいている。M6銃剣の全長は11 3/8インチ、また、刃長は6 5/8インチである。
ベトナム戦争後、アメリカ陸軍およびアメリカ海兵隊の主力小銃がM16に更新されるのに合わせて、M6銃剣も新型のM7銃剣に更新された。M6およびM7銃剣は外見的にも類似しているが、バレルマウントリングの直径や持ち手の形状、ロック機構の形状などで区別することができる。M6銃剣が鍔の直前に押し込み型のバネ式レバーを備えているのに対して、M7銃剣では柄頭付近にクリップ式ロック機構を備えている。刃長や刃の黒染め仕上げなどは同様であり、また、共にM8A1鞘を使用した。現在でもM6銃剣は、M14と共に海軍や海兵隊の儀仗兵などによって使用されている。